# Krajobraz nadmorski
Krajobraz nadmorski lub Brzeg morza (fr. Paysage de mer) – obraz olejny francuskiego malarza Gustave’a Courbeta. Przechowywany w Muzeum Narodowym w Warszawie.
Courbet poznał w 1859 r. Eugène’a Boudina, malarza amatora, który specjalizował się w tworzeniu pejzaży nadmorskich. Znajomość ta wpłynęła na tematykę jego dzieł,  artysta częściej wyjeżdżał na wybrzeże Bretanii, by malować tam mariny.  Na tę dziedzinę jego twórczości wpłynęła prawdopodobnie również rozwijająca się fotografia oraz znajomość XVII-wiecznych malarzy holenderskich.
Courbet na bretońskich plażach badał szybko zmieniające się efekty świetlne i poszukiwał sposobu na oddanie ulotnych zjawisk. Pracował w plenerze nakładając grubą warstwę farby, którą rozprowadzał pędzlem, palcami, gąbką lub nożem malarskim. 
Krajobraz nadmorski przypomina typowe obrazy Courbeta o tematyce marynistycznej. Przedstawia wąski pas nasyconego światłem lądu, nad którym znajduje się jeszcze węższy pas morza, a całość jest zdominowana przez strefę nieba, na którym kłębią się różnego rodzaju chmury. Na plaży można dostrzec drobne sylwetki ludzkie. Na pierwszym planie, na pniu drzewa, siedzi kobieta, która czyta książkę lub zajmuje się robótką. Na morzu unoszą się niepozorne łodzie żaglowe. Pomimo obecności ludzi na obrazie jego atmosfera tchnie pustką.
W lewym dolnym rogu znajdują się cyfry "63" wykonane czerwoną farbą, a poniżej sygnatura malarza "G. Courbet".